# آنا غونيي
آنا غونيي (بالإسبانية: Ana Goñi)‏ هي مساعدة سائق ‏ ومهندسة فنزويلية، ولدت في 19 أبريل 1953.